# Prémios do Cinema Europeu de 1991
A 4ª Edição dos Prémios do Cinema Europeu (em inglês: 4th European Film Awards) foi apresentada no dia 1 de dezembro de 1991. Esta edição ocorreu em Potsdam, Alemanha.

## Vencedores e nomeados
A cor de fundo       indica os vencedores.

### Melhor filme
| Filme             | Título no Brasil  | Título em Portugal  | Diretor/Realizador | Produção (país) |
| ----------------- | ----------------- | ------------------- | ------------------ | --------------- |
| Riff-Raff         | Riff-Raff         | Riff-Raff           | Ken Loach          | Reino Unido     |
| Homo Faber        | O Viajante        | Trágico Destino     | Volker Schlöndorff | Alemanha        |
| Le petit criminel | O Jovem Assassino | O Pequeno Criminoso | Jacques Doillon    | França          |

### Melhor primeiro filme
| Filme         | Título no Brasil        | Título em Portugal | Diretor/Realizador           | Produção (país) |
| ------------- | ----------------------- | ------------------ | ---------------------------- | --------------- |
| Toto le héros | Um Homem com Duas Vidas | Totó, o Herói      | Jaco Van Dormael             | Bélgica         |
| Delicatessen  | Delicatessen            | Delicatessen       | Marc Caro Jean-Pierre Jeunet | França          |
| Ultrà         |                         |                    | Ricky Tognazzi               | Itália          |

### Melhor ator
| Ator             | Nacionalidade (país) | Filme             | Título no Brasil        | Título em Portugal  |
| ---------------- | -------------------- | ----------------- | ----------------------- | ------------------- |
| Michel Bouquet   | França               | Toto le héros     | Um Homem com Duas Vidas | Totó, o Herói       |
| Claudio Amendola | Itália               | Ultrà             |                         |                     |
| Richard Anconina | França               | Le Petit Criminel | O Jovem Assassino       | O Pequeno Criminoso |

### Melhor atriz
| Atriz            | Nacionalidade (país) | Filme             | Título no Brasil   | Título em Portugal  |
| ---------------- | -------------------- | ----------------- | ------------------ | ------------------- |
| Clotilde Courau  | França               | Le petit criminel | O Jovem Assassino  | O Pequeno Criminoso |
| Julie Delpy      | França               | Homo Faber        | O Viajante         | Trágico Destino     |
| Sigríður Hagalín | Islândia             | Börn náttúrunnar  | Filhos da Natureza |                     |

### Melhor ator secundário
| Ator                 | Nacionalidade (país) | Filme                     | Título no Brasil | Título em Portugal |
| -------------------- | -------------------- | ------------------------- | ---------------- | ------------------ |
| Ricky Memphis        | Itália               | Ultrà                     |                  |                    |
| Ricky Tomlinson      | Reino Unido          | Riff-Raff                 | Riff-Raff        | Riff-Raff          |
| Zbigniew Zamachowski | Polónia              | Ucieczka z kina "Wolność" |                  |                    |

### Melhor atriz secundária
| Atriz            | Nacionalidade (país) | Filme         | Título no Brasil        | Título em Portugal |
| ---------------- | -------------------- | ------------- | ----------------------- | ------------------ |
| Marta Keler      | Iugoslávia           | Virdžina      | Virgina                 |                    |
| Barbara Sukowa   | Alemanha             | Homo Faber    | O Viajante              | Trágico Destino    |
| Sandrine Blancke | Bélgica              | Toto le héros | Um Homem com Duas Vidas | Totó, o Herói      |

### Melhor argumentista/roteirista
| Argumentista/Roteirista | Nacionalidade (país) | Filme         | Título no Brasil        | Título em Portugal |
| ----------------------- | -------------------- | ------------- | ----------------------- | ------------------ |
| Jaco Van Dormael        | Bélgica              | Toto le héros | Um Homem com Duas Vidas | Totó, o Herói      |

### Melhor compositor
| Compositor            | Nacionalidade (país) | Filme            | Título no Brasil   | Título em Portugal |
| --------------------- | -------------------- | ---------------- | ------------------ | ------------------ |
| Hilmar Örn Hilmarsson | Islândia             | Börn náttúrunnar | Filhos da Natureza |                    |

### Melhor diretor de fotografia
| Diretor de fotografia | Nacionalidade (país) | Filme         | Título no Brasil        | Título em Portugal |
| --------------------- | -------------------- | ------------- | ----------------------- | ------------------ |
| Walther van den Ende  | Bélgica              | Toto le Héros | Um Homem com Duas Vidas | Totó, o Herói      |

### Melhor montador/editor
| Montador/Editor  | Nacionalidade (país) | Filme | Título no Brasil | Título em Portugal |
| ---------------- | -------------------- | ----- | ---------------- | ------------------ |
| Carla Simoncelli | Itália               | Ultrà |                  |                    |

### Melhor diretor de arte
| Diretor de arte                                                     | Nacionalidade (país) | Filme        | Título no Brasil | Título em Portugal |
| ------------------------------------------------------------------- | -------------------- | ------------ | ---------------- | ------------------ |
| Miljen Kreka Kljaković (estúdio) Valérie Pozzo Di Borgo (figurinos) | Iugoslávia · França  | Delicatessen | Delicatessen     | Delicatessen       |

### Melhor documentário
| Documentário        | Título no Brasil | Título em Portugal | Diretor/Realizador | Produção (país) |
| ------------------- | ---------------- | ------------------ | ------------------ | --------------- |
| Usłyszcie mój krzyk |                  |                    | Maciej Drygas      | Polónia         |

### Prémio de carreira
- Alexandre Trauner

### Prémio de mérito da Sociedade de Cinema Europeu
- Quinzaine des réalisateurs

### Menções especiais
| Filme                             | Diretor/Realizador | Produção (país) |
| --------------------------------- | ------------------ | --------------- |
| Crimes et passions - la cicatrice | Mireille Dumas     | França          |
| Die Mauer                         | Jürgen Böttcher    | Alemanha        |

## Netografia
- «Vencedores dos EFA 1991» (em inglês)
- «Nomeados para os EFA 1991» (em inglês)